# Mattersburg (distrikt)
Mattersburg är ett distrikt i förbundslandet Burgenland i Österrike och består av följande kommuner. De kroatiska ortnamnen står inom parentes:

Kommunerna i distriktet Mattersburg

- Antau (Otava)
- Bad Sauerbrunn
- Baumgarten (Pajngrt)
- Draßburg (Rasporak)
- Forchtenstein
- Hirm
- Krensdorf
- Loipersbach im Burgenland
- Marz
- Mattersburg
- Neudörfl
- Pöttelsdorf
- Pöttsching
- Rohrbach bei Mattersburg
- Schattendorf
- Sieggraben
- Sigleß (Cikleš)
- Wiesen
- Zemendorf-Stöttera